# Manobia
Manobia es un género de escarabajos de la familia Chrysomelidae. El género fue descrito por Jacoby en 1885. Esta es una lista de especies:
- Manobia bhutanensis Scherer, 1979
- Manobia bicostata Medvedev, 1993
- Manobia bimaculata Kimoto, 1991
- Manobia bimaculata Medvedev, 1997
- Manobia bismarckiana Samuelson, 1984
- Manobia brancuccii Medvedev, 1993
- Manobia brunnea Medvedev, 1993
- Manobia cyatroxae Samuelson, 1984
- Manobia elysia Samuelson, 1984
- Manobia fasciata Medvedev, 1997
- Manobia hayashii Kimoto, 1991
- Manobia hirashimai Samuelson, 1984
- Manobia humeralis Kimoto, 1996
- Manobia interrupta Medvedev, 1997
- Manobia mazini Medvedev, 1993
- Manobia merkli Medvedev, 1997
- Manobia metallescens Medvedev, 1993
- Manobia mindanaica Medvedev, 1993
- Manobia minuta Medvedev, 1993
- Manobia monilis Samuelson, 1984
- Manobia palawana Medvedev, 1993
- Manobia sakaii Kimoto, 2000
- Manobia schereri Medvedev, 1993
- Manobia schultzei Medvedev, 1993
- Manobia semifulva Medvedev, 1993
- Manobia shimai Kimoto, 2001
- Manobia shirozui Kimoto, 1996
- Manobia striata Medvedev, 1993
- Manobia subbasalis Medvedev, 1993
- Manobia trifoveata Medvedev, 1993
- Manobia vietnamica Medvedev, 2004
- Manobia violaceipennis Medvedev, 1992
- Manobia weisei Medvedev, 1993
- Manobia wittmeri Medvedev, 1993